# 钦博拉索山
钦博拉索山（奇楚瓦語：Chimpu Rasu，西班牙語：Volcán Chimborazo）位於南美洲的厄瓜多尔，是一座圆锥形的死火山，海拔6268米，位於厄瓜多爾首都基多西南偏南150公里，是厄瓜多尔的最高峰。
钦博拉索山是地球固體表面最接近外太空的最高點。近年科學家透过人造卫星测定，地球既不是标准的球形，也不是标准的椭圆球形，而是一个南大、北小、中间鼓的“梨形”。所以，假若测量世界最高峰的基准不是海平面，而是地心的話，位於貼近赤道地区（南緯1度）的钦博拉索山的顶峰才是距离地心最远的一点。因為，钦博拉索山顶峰距地心6384.10千米，而珠穆朗玛峰距地心的距离为6381.95千米，比钦博拉索山少2.15千米。
1802年，德国地理学家亚历山大·冯·洪堡在厄瓜多考察，曾经登到约5600米，由于身体不适而放弃。1880年1月4日，15年前首次登顶马特洪峰的英国人Edward Whymper和当年的竞争对手、意大利人Antoine Carrel及其兄弟Louis Carrel合作，历经艰险，最终登顶。

## 外部連結
- Mt. Chimborazo on Peakware
- Ecuador （页面存档备份，存于）
- Climbing Mt. Chimborazo
- Chimborazo, tour 2003 （页面存档备份，存于）